# 新川 (東京都中央区)
新川（しんかわ）は、東京都中央区の地名で、旧京橋区に当たる京橋地域内である。現行行政地名は新川一丁目および新川二丁目。隅田川、日本橋川、亀島川に囲まれた地域で、霊岸島とも呼ばれる。

## 概要
この地域は、もとは平川（元の神田川）の派川・八丁堀川の河口に面した隅田川の中洲で、江戸中島とよばれていた。徳川家康による江戸の普請によって中島を埋め立てた。霊岸橋の南側の亀島川側から永代橋の南側へかけて霊岸島を掘削し、これが後に「新川」の通称で呼ばれるようになった（後述）。新堀を隔てた北側を箱崎島（現・日本橋箱崎町）、南側を霊岸島といった。さらにさらにその南側にも小規模なコの字型の堀が福井藩邸を囲むようにあり、こちらは「越前堀」と呼ばれた。霊岸島の呼称は、かつて八丁堀北東の一州にあった霊巌寺に因むが、明暦の大火で寺は深川へ移り、跡地に町家が成ったとされる。
八丁堀へつながる新堀は、さらに西の道三堀、飯田堀へと続く日本の江戸時代における海運の要であり、越前堀には御船手組屋敷が並び、霊岸島の南端には船見番所が置かれていた。また木場につながるこの地には船大工が多く住み、河岸には酒問屋が多く集まったという。
明治になると東京市の水運が急増し、これに対応するため飯田堀が神田川と再びつなげられ、八丁堀、新堀は日本橋川と名を変えた。福井藩邸跡には鍋島直大、福島敬典（敦賀藩士）、川合執銀、橋本善四郎などの明治政府の名士や実業家に払い下げられている。また、三ノ橋の南側には三菱財閥による日本郵船が、さらに南には渋沢栄一による東京湾汽船が社屋を構えた。霊岸島汽船発着所が置かれて房総、伊豆半島、大島、八丈島などへの海上航路が栄えた。
関東大震災後の屋敷跡は、震災復興小公園として越前堀公園（現在は「越前堀児童公園」）として整備され、越前堀の名を残した。昭和23年、新川は戦災処理の一環として埋め立てられ、地名だけが残ることとなった。隅田川側の旧河口には東京都中央区による案内板が設置されている。
現在はオフィスビルと、マンションなどの住宅地が混在する比較的静かな場所である。現在、日本郵船社屋跡は三菱倉庫を経て賃貸マンションに、東京湾汽船社屋跡は住友倉庫の旧東京本社ツインビルが建っている。また隅田川の堤防上は中央区立の新川公園として整備されている。
京橋地域に属しているものの、古今を通じて、日本橋箱崎町や隅田川対岸の深川地域と密接な関係にある。新川の大半は富岡八幡宮の氏子地域であり、江戸三大祭りにも数えられる深川祭に参加している。南高橋近隣の一部のみ、鐵砲洲稲荷神社の氏子区域に当たり、町会内を分かつ形で、氏子区域が設定されている場所では、両方の例大祭へ参加する。

## 地理
京橋地域の東端に位置する。
河川・橋
- 隅田川
  - 永代橋
  - 中央大橋
- 日本橋川
  - 湊橋
  - 豊海橋
- 亀島川
  - 霊岸橋
  - 新亀島橋
  - 亀島橋
  - 高橋
  - 南高橋

## 堀としての新川
現在の地名はこの地に流れていた新川に由来する。新川は堀割であり、現：新川一丁目内を、亀島川から隅田川にかけて北側の日本橋川と並行するように東西に流れており、1660年（万治3年）に豪商の河村瑞賢が開削したといわれる。『武江年表』によればこの年瑞賢が両国橋を架け替えたとされているが、新川を開削したかどうかは明らかではない。ただし瑞賢の屋敷が貞享の頃この新川付近にあったことは確かである。また江戸時代には川沿いに酒問屋が多く集まって繁盛していたと『江戸名所図会』には記されている。新川には一ノ橋・新川橋（二ノ橋）・三ノ橋・東新川橋が架けられ、隅田川に面した堀口北側には神社（現：渡海稲荷神社）が祀られていた。戦災残土の処理のため、1948年（昭和23年）から埋め立てが開始され、翌昭和24年には完全に消滅した。堀跡は道路で囲まれた地割として地図上で確認でき、東端に『新川の跡碑』がある。北新河岸、南新河岸があった。

## 歴史

### 江戸初期
寛永元年（1624年）向井忠勝が屋敷地東方の沼沢地を幕府に寄進、霊巌に下賜され、埋立の後霊巌寺が建立された。寛永7年（1630年）には東南角に向井忠勝が屋敷地を拝領し、代々向井将監支配による御船手組の番所が置かれた。またその北には越前堀に囲まれた越前福井藩越前松平家中屋敷が明治まで存続した。また明暦以前の古地図にはこれ以外にも旗本等の屋敷が散見される。
町人地としては以下の町が成立していた。
- 霊岸島町
- 霊岸島門前 - 霊岸島と共に移転した。寛政3年（1791年）霊岸島表門前町、霊岸島裏門前町に分立した。
- 東湊町一・二丁目 - 町名は亀島川対岸の湊町に因る。当初は勘左衛門町と称した。
- 南新堀一・二丁目 - 元和6年（1620年）頃新堀川が整備されて成立した。対岸の現在の日本橋箱崎町には北新堀町が成立した。

### 江戸中期
明暦3年（1657年）明暦の大火により霊岸島一帯は焼失、万治2年（1659年）深川に移転、大名屋敷も郊外に転出した。跡地には火災対策の都市計画のため退去せざるを得なくなった住民が移り住み、以下の町が成立した。
- 霊岸島長崎町一・二丁目 - もと京橋桶町と鍛冶町の間にあったが火除地となり、寛文元年（1661年）または寛文3年（1663年）に本所と霊岸島に分かれて移転した。
- 霊岸島銀町一～四丁目 - 日本橋竜閑川沿いに防火土手建設のため、本銀町から一部住民が移転して成立した。
- 霊岸島銀町四丁目続円覚寺屋敷
- 霊岸島塩町 - 同様に大伝馬塩町から一部住民が移転して成立した。
- 霊岸島四日市町 - 同様に四日市町から一部住民が移転して成立した。
- 霊岸島浜町 - 日本橋浜町で浜町川掘削のため、一部住民が移転して成立した。移転前の浜町を元浜町、霊岸島浜町を新浜町と呼ぶこともあった。
- 霊岸島川口町 - もと築地にあったが、元禄年間築地に米蔵が同所に移されたため、下総高岡藩井上家屋敷跡に成立した。

万治3年（1660年）には新川が掘削され、沿岸には下り酒問屋等が集まった。一方宝永年間には越前堀と亀島川を繋ぐ堀が埋め立てられ、東湊町一・二丁目に組み入れられた。

### 江戸後期
以降も沿岸開発により以下の町が成立した。
- 北新堀大川端町 - 北新堀町続きにあったが、正保年間御船手組屋敷となり、南新堀続きに移転した。
- 霊岸橋際請負地 - 享保年間埋め立てにより成立した。
- 霊岸橋際埋立地 - 明和年間の埋め立てで成立した。寛政11年（1799年）には蝦夷地産物会所、島会所が置かれた。
- 富島町一・二丁目 - 弘化2年（1845年）島西側が埋め立てられて成立した。

亀島川沿岸部は埋立が十分でなかったため足場が悪く、蒟蒻島と俗称された。同地域には岡場所が形成され、所属する私娼は蒟蒻芸者と呼ばれた。

### 明治時代
明治元年には多少の改変があり、霊岸島は以下の町構成になった。
- 霊岸島浜町
- 霊岸島塩町
- 霊岸島四日市町
- 霊岸島銀町一～二丁目- 明治2年（1869年）四丁目が霊岸島銀町四丁目続円覚寺屋敷を合併、明治3年（1870年）一丁目が三・四丁目を合併
- 南新堀一・二丁目 - 明治2年（1869年）一丁目が霊岸橋際請負地を合併
- 富島町 - 富島町一丁目が明治2年（1869年）霊岸島橋際埋立地を合併、明治3年（1870年）二丁目消滅に伴い改称
- 新船松町 - 御船手組屋敷が船松町一丁目新地となり、明治2年（1869年）改称
- 川口町 - 明治3年（1870年）富島町二丁目を合併して改称
- 長崎町一・二丁目 - 明治3年（1870年）冠称を廃止
- 大川端町 - 同上
- 越前堀一・二丁目 - 明治5年（1827年）越前堀内松平家中屋敷跡に起立

霊岸島銀町・浜町・塩町・四日市町は近隣に同名の町名があったため冠称は外されなかったが、霊岸島は京橋区に属し、同名町名は日本橋区に属したため、明治44年（1911年）、東京市の地名簡略化に伴い冠称が外された。
明治6年（1873年）には量水標が置かれ、明治12年（1879年）までの観測結果から東京湾平均海面が決定された。
明治25年（1892年）には海側に月島が築造され、霊岸島地区は沿海部とは言い難くなった。水運自体の衰退もあり、霊岸島の港湾としての機能は徐々に薄れていった。
明治33年（1900年）までには越前堀のほとんどが埋め立てられた。

### 戦前
昭和6年（1931年）、震災復興にかかる町名整理で霊岸島の町名は大胆に変更された。ここで初めて新川が住所に用いられた。
- 霊岸島一丁目 - 川口町、長崎町一・二丁目の各一部、東湊町一丁目の一部
- 霊岸島二丁目 - 霊岸島町、白銀町一丁目の一部
- 越前堀一丁目 - 新船松町、東湊町一丁目の一部・二丁目
- 越前堀二丁目 - 越前堀一・二丁目の各一部
- 越前堀三丁目 - 越前堀一・二丁目の各一部、銀町一丁目の一部・二丁目
- 新川一丁目 - 浜町、四日市町の一部、南新堀一丁目、富島町
- 新川二丁目 - 塩町、四日市町の一部、南新堀二丁目、大川端町

### 戦後
1948年（昭和23年）新川が埋め立てられ、霊岸島は全域が地続きとなった。
1971年（昭和46年）住居表示により全域が新川一・二丁目となった。霊岸島は住所としては消滅したが、島名としては霊岸島の名が用いられることが多い。
現在では内陸部と同様高層ビルやマンションが建ち並び、建物名は新川のほか対岸の最寄り駅名をとって茅場町や八丁堀などと命名され、もはや独立した島であるとの認識すら薄れているが、現在も旧新川沿岸には日清オイリオグループ、日東富士製粉、日本酒類販売、酒フーズ健康保険組合など酒類食品関係の組織が散見され、往時の名残を留めている。

## 世帯数と人口
2023年（令和5年）1月1日現在（中央区発表）の世帯数と人口は以下の通りである。
| 丁目       | 世帯数    | 人口    |
| ---------- | --------- | ------- |
| 新川一丁目 | 2,205世帯 | 3,414人 |
| 新川二丁目 | 3,721世帯 | 6,263人 |
| 計         | 5,926世帯 | 9,677人 |

### 人口の変遷
国勢調査による人口の推移。
| 年                 | 人口  |
| ------------------ | ----- |
| 1995年（平成7年）  | 2,689 |
| 2000年（平成12年） | 3,426 |
| 2005年（平成17年） | 5,227 |
| 2010年（平成22年） | 6,577 |
| 2015年（平成27年） | 7,040 |
| 2020年（令和2年）  | 9,375 |

### 世帯数の変遷
国勢調査による世帯数の推移。
| 年                 | 世帯数 |
| ------------------ | ------ |
| 1995年（平成7年）  | 1,400  |
| 2000年（平成12年） | 1,907  |
| 2005年（平成17年） | 3,304  |
| 2010年（平成22年） | 4,020  |
| 2015年（平成27年） | 4,331  |
| 2020年（令和2年）  | 5,495  |

## 学区
区立小・中学校に通う場合、学区は以下の通りとなる（2025年4月現在）。
- 区域 : 一丁目、二丁目　各全域
  - 小学校 : 中央区立明正小学校
  - 中学校 : 中央区立銀座中学校

## 事業所
2021年（令和3年）現在の経済センサス調査による事業所数と従業員数は以下の通りである。
| 丁目       | 事業所数    | 従業員数 |
| ---------- | ----------- | -------- |
| 新川一丁目 | 777事業所   | 22,371人 |
| 新川二丁目 | 623事業所   | 11,318人 |
| 計         | 1,400事業所 | 33,689人 |

### 事業者数の変遷
経済センサスによる事業所数の推移。
| 年                 | 事業者数 |
| ------------------ | -------- |
| 2016年（平成28年） | 1,315    |
| 2021年（令和3年）  | 1,400    |

### 従業員数の変遷
経済センサスによる従業員数の推移。
| 年                 | 従業員数 |
| ------------------ | -------- |
| 2016年（平成28年） | 34,066   |
| 2021年（令和3年）  | 33,689   |

### 主な企業
- インテリジェント ウェイブ 本社
- 内田洋行 本社
- sMedio 本社
- MS&ADインシュアランスグループホールディングス 本社
- ジャパネットブロードキャスティング 本社
  - BS10新川スタジオ
- 宮崎本店 東京支店（本社・工場は三重県四日市市）
- ショウワノート 東京本部（本社は富山県高岡市）
- セントラルスポーツ 本社
- 大豊建設 本社
- トーソー 本社
- 日刊現代 本社（『日刊ゲンダイ』発行元）
- 日清オイリオグループ 本社
- 日東富士製粉 本社
- 日本NCR 本社
- ばんせい証券 本社
- 松井建設 本社
- レジデンス・ビルディングマネジメント 本社

## 施設

### 教育
- 中央区立明正小学校
- 中央区立明正幼稚園
- 中央学院大学中央高等学校 - 2001年に江東区亀戸に移転

### 公園
- 新川公園
- 越前堀児童公園

### 団体
- 全国中小企業団体中央会

## 観光
名所・史跡・神社
- 新川大神宮 - 酒問屋の守り神として知られる神社
- 於岩稲荷田宮神社 - 「東海道四谷怪談」の主人公お岩の伝承をもつ神社
- 新川金刀比羅神社
- 大栄稲荷神社
- 隅田川テラス - 隅田川の両岸に整備された親水テラス・遊歩道（新川公園）
- 霊岸島水位観測所 - 景色がよく「3月のライオン」の聖地としても有名[19]

## 交通

### 鉄道
町内の地下を東京メトロ東西線（永代通りの直下）及びJR東日本京葉線が通過しているが、町内に駅はない。最寄駅は茅場町駅（霊岸橋を渡ってすぐ）及び八丁堀駅（高橋を渡ってすぐ）で、どちらも徒歩圏内である。

### 道路
- 東京都道10号東京浦安線（永代通り）
- 東京都道463号上野月島線（八重洲通り）
- 鍛冶橋通り
- 明正通り
- 箱崎湊橋通り

### バス (交通機関)
- 都営バス 東15・東16系統
- 中央区コミュニティバス北循環 新川一丁目 / 新川二丁目[20]
- 中央区コミュニティバス南循環 マイホーム新川 / 新川二丁目[20]

## 画像一覧

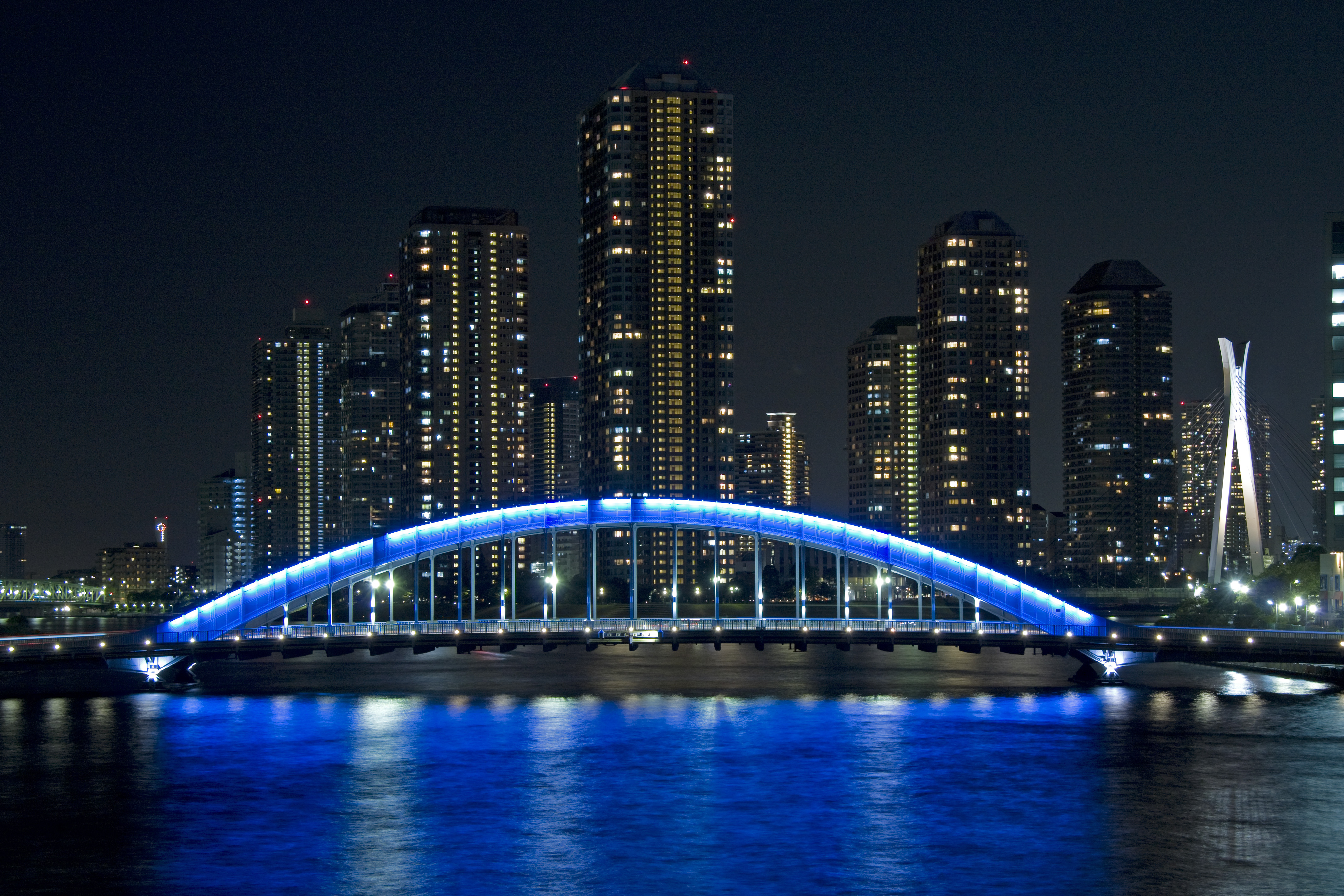
ライトアップされた永代橋（2008年11月）
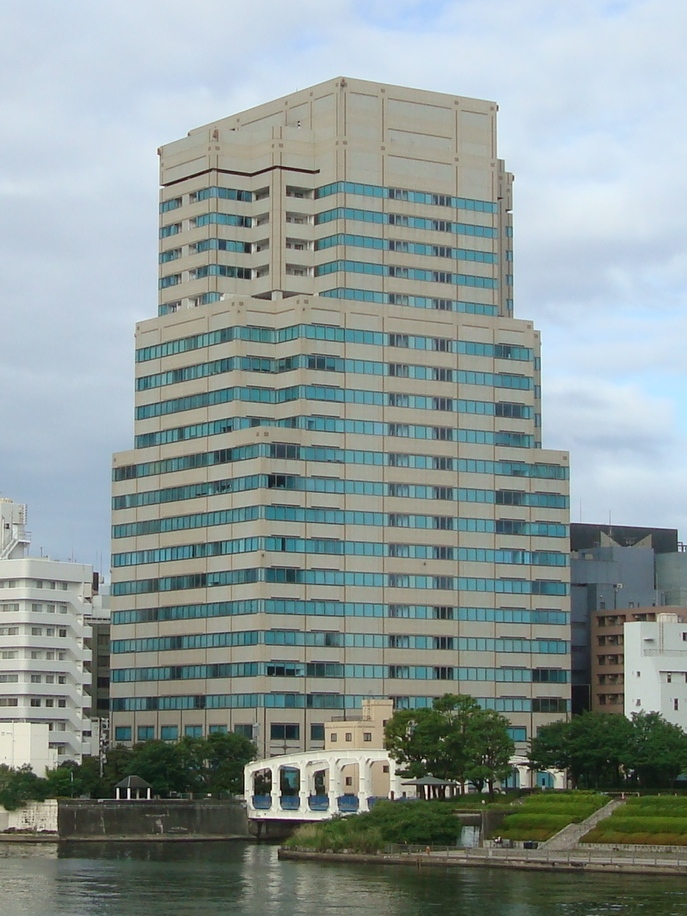
かつて山一證券本社ビルだった茅場町タワー

## 新川が登場する作品
小説
- 池波正太郎『鬼平犯科帳』文春文庫〈鬼平犯科帳〉。ISBN 978-4-16-714259-9。[21]

映画
- 『3月のライオン』
  - 桐山零が映画の中で何度も渡る中央橋や霊岸島水位観測所[22][23][19]。
- 『日本沈没』
  - 1973年の映画版に登場。第二関東大震災の本震で永代橋がねじれて崩壊した[24]。
- 『カノジョは嘘を愛しすぎてる』
  - 高樹総一郎が小枝理子たち3人の歌を聞いていた場所[25]。

ドラマ
- 『Eye Love You』 - 自転車にぶつかりそうになった侑里をテオが引き寄せたところ[25][26]。
- 『トリリオンゲーム』 - ヒムロが出演する作品の撮影をしていた水辺[25]。
- 『ゆとりですがなにか』 - 坂間正和と宮下茜が歩いていた橋[25]。
- 『天体観測』 - 川村友也が渡っていた橋[25]。
- 『いいひと。』 - 北野優二が勤務するライテックス本社[25]。
- 『神様、もう少しだけ』 - 叶野真生と石川啓吾が飛び降りた橋[25]。
- 『3年B組金八先生2004』 - 小塚靖史が経営する貿易会社「小塚物産」[25]。

## その他

### 日本郵便
- 郵便番号 : 104-0033[3]（集配局 : 晴海郵便局[27]）。

### 管轄等
- 中央警察署 - 同町周辺の管轄に当たる。（所在地：日本橋兜町）
- 京橋消防署 - 同町周辺の管轄に当たる。（所在地：京橋）